# Hamish Gray, Baron Gray of Contin
James Hector Northey Gray, Baron Gray of Contin, PC (* 28. Juni 1927 in Inverness; † 14. März 2006 ebenda), vornehmlich bekannt unter dem Namen Hamish Gray, war ein schottischer Politiker und Life Peer.

## Leben
Gray erhielt seine Schulausbildung an der Inverness Royal Academy. Direkt nach dem Zweiten Weltkrieg diente er von 1945 bis 1948 im Infanterieregiment der Queen's Own Cameron Highlanders in Indien.
Von 1965 bis 1970 gehörte er dem Stadtrat von Inverness an. Bei den Unterhauswahlen 1970 zog er für die Scottish Conservative Party als Vertreter von Ross and Cromarty ins britische House of Commons ein. Dort hatte er von 1971 bis 1973 das Amt eines Whip inne, anschließend diente er für ein Jahr als Lord of the Treasury im Finanz- und Wirtschaftsministerium. Unter der Regierung Margaret Thatchers war er von 1979 bis 1983 Staatsminister im Energieministerium. 1982 wurde er Mitglied des Privy Council. Bei den Parlamentswahlen 1983 konnte er sich in seinem Wahlbezirk nicht gegen den SDP-Kandidaten Charles Kennedy durchsetzen und schied aus dem House of Commons aus.
Während seiner Zeit im Parlament setzte er sich unter anderem für den Bau der Kessock Bridge bei Inverness ein. Außerdem setzte er zusammen mit Alex Eadie ein Gesetz zur besonderen Unterstützung lernbehinderter Kinder in Schottland durch.
Noch im Jahre 1983 wurde er in den Stand eines Life Peer erhoben. Seither trug er offiziell den Titel  Baron Gray of Contin, of Contin in the District of Ross and Cromarty. Im House of Lords war er zunächst für drei Jahre mit dem Amt des Minister of State für Schottland betraut, ehe er sich ab seinem sechzigsten Lebensjahr zunehmend von der aktiven Politik zurückzog.
Ab 1989 war Gray Deputy Lieutenant (DL) in Inverness, von 1996 bis 2002 war er dort sogar Lord Lieutenant.
Gray war seit 1953 verheiratet und hatte 3 Kinder.